# Chuyện lính Tây Nam
Chuyện lính Tây Nam là một cuốn sách hồi ký, lịch sử của tác giả Trung Sỹ viết về chiến tranh biên giới Tây Nam được xuất bản lần đầu vào năm 2017.

## Tác giả
Tác giả tên thật là Xuân Tùng, sinh năm 1960 tại Hà Nội, nguyên trung sĩ thông tin tiểu đoàn bộ binh 4 trung đoàn 2 sư đoàn 9 quân đoàn 4 tham gia chiến tranh biên giới Tây Nam bảo vệ Tổ quốc và là quân tình nguyện Việt Nam ở Campuchia. Ông xuất thân trong một gia đình tư sản dân tộc, viên chức ở phố cổ Hà Nội. Sau khi tốt nghiệp trung học, ông đi bộ đội từ năm 1978 và xuất ngũ năm 1983. Giải ngũ, ông về công tác tại công ty Vinaconex cho tới khi nghỉ hưu.
Ngoài Chuyện lính Tây Nam, Trung Sỹ còn viết hai tác phẩm khác có tên là Hà Nội, Mũ rơm và Tem phiếu xuất bản năm 2019 kể về thời thơ ấu của ông trong giai đoạn khốc liệt của chiến tranh chống Mỹ và Đội trinh sát và con chó Sara xuất bản năm 2020 kể về người lính Việt Nam trên chiến trường Campuchia chống lại Khmer Đỏ.